# Giovanni Angelo Canini
Giovanni Angelo Canini (Roma, 1609 – Roma, 1666) è stato un pittore e incisore italiano del periodo barocco. È anche noto come Giovanni Agnolo Canini o Giannangiolo.

## Biografia
Figlio di uno scalpellino di nome Vincenzo, aveva due fratelli, tutti diventati artisti. Il fratello maggiore era un pittore, mentre quello minore, Marcantonio, era uno scultore. Da bambino fu allievo di Domenichino e quando quest'ultimo andò a Napoli nel 1631, Canini divenne allievo di Antonio Barbalonga. Nel 1634, su richiesta di Domenichino, fu incaricato di restaurare i dipinti  di Passignano sulle pareti della cappella di San Sebastiano, nella Villa Aldobrandini di Frascati.
Dipinse alcuni pezzi d'altare a Roma, tra cui due immagini per la Basilica dei Santi Silvestro e Martino ai Monti. Dopo aver accompagnato il cardinale Chigi in Francia, fu incoraggiato dal ministro Colbert ad eseguire il suo progetto che consisteva nel disegnare una serie di ritratti di personaggi più illustri dell'antichità ripresi da medaglie, gemme antiche e altri oggetti simili. Ma poco dopo l'inizio dell'impresa Canini morì a Roma. Il lavoro, tuttavia, fu perseguito dal fratello Marcantonio, che, con l'aiuto di Picard e Valet, lo completò e pubblicò nel 1699, con il nome di Iconografia di Giovanni Agnolo Canini. L'opera contiene 150 incisioni. Una ristampa in lingua italiana e francese apparve ad Amsterdam nel 1731.